# Farmacie
Farmacie, ook wel artsenijbereidkunde, is een gezondheidswetenschap die zich bezighoudt met de bereiding, samenstelling, levering en het veilig en effectief gebruik van geneesmiddelen. Geneesmiddelen zijn stoffen die tot doel hebben genezing te bevorderen, ziekte te voorkomen of symptomen te bestrijden. Farmaceuten specialiseren zich in het signaleren en afhandelen van medicatiegerelateerde zaken, het beoordelen van medicijnen op veiligheid en werkzaamheid, productzorg en het verstrekken van voorlichting.
Beoefenaars van de farmacie kunnen apotheker worden. In Nederland en België hebben apothekers een universitaire vervolgopleiding gedaan na het behalen van de vooropleiding farmacie. Apothekers zijn experts op het gebied van farmacotherapie en bewaken de kwaliteit en veiligheid van geneesmiddelengebruik: ze zijn wettelijk verantwoordelijk voor het correct voorschrijven van medicijnen en het voorkomen van problemen tijdens een medicamenteuze behandeling.
De farmaceutische wetenschap is onder te verdelen in meerdere deelgebieden. Een belangrijk deelgebied van de farmacie is de farmacologie, waarin men de wisselwerking tussen medicijnen en het lichaam bestudeert. Belangrijke aspecten daarin zijn werkingsmechanismen, bijwerkingen, interacties, mobiliteit en toxiciteit. Andere deelgebieden richten zich op receptuur, medicatiebeleid, farmaceutische bedrijfsvoering en onderzoek en ontwikkeling.

## Geschiedenis
Het tegengaan van ziekten met geneeskrachtige stoffen uit de natuur is een oeroud streven van de mens. Het besef dat sommige natuurproducten, zoals plantenextracten, een gezondheidsbevorderende werking kunnen hebben op het menselijk lichaam is al zeer lang bij de mens bekend, en speelde een rol in veel vroege mythologieën. Asklepios, de Griekse halfgod van de genezing, zond zijn dochter Hygieia uit om te waken over de gezondheid van het volk. De staf van Asklepios waaromheen een slang kronkelt (de esculaap), groeide uit tot het universele symbool van de farmacie.

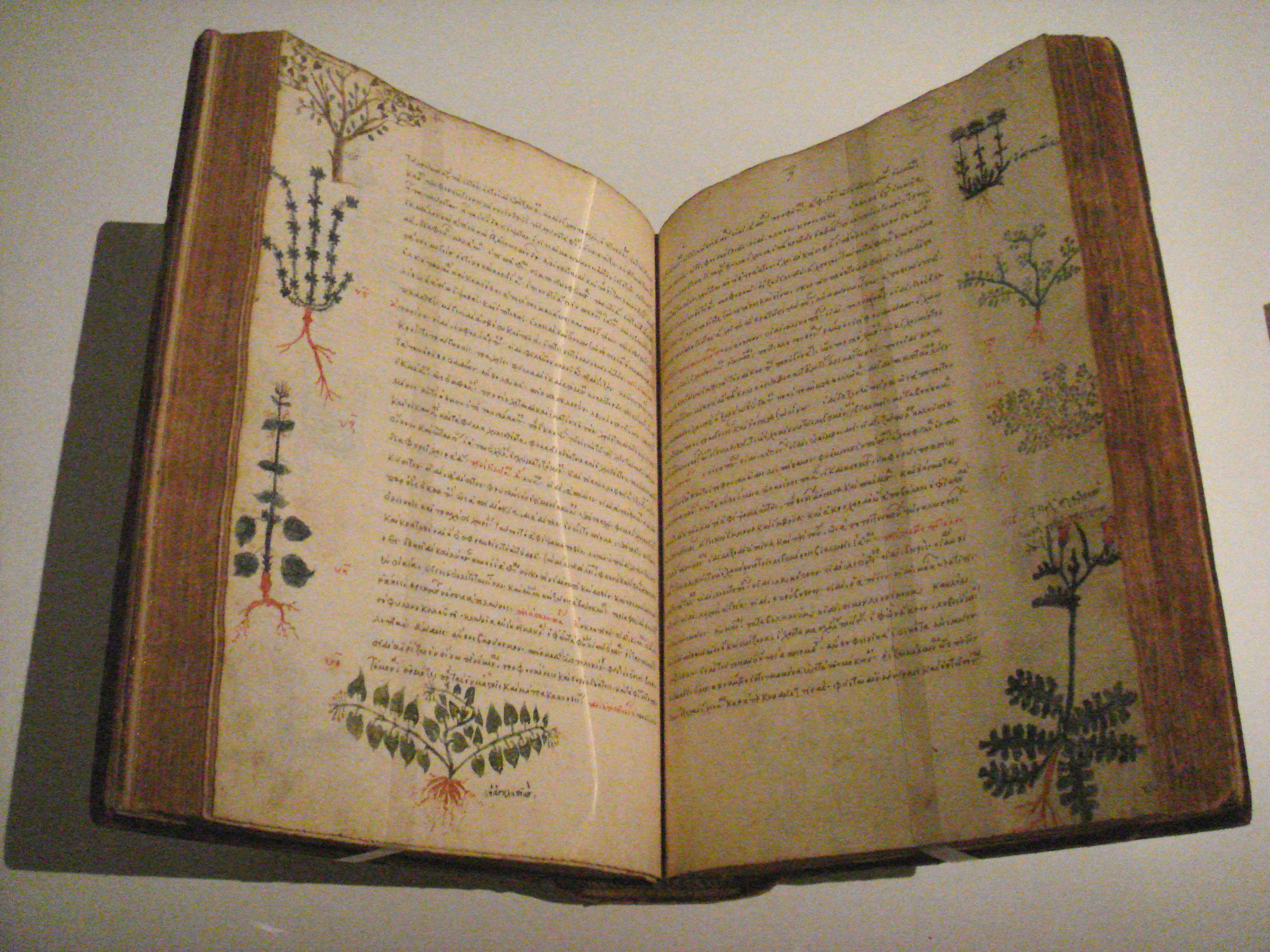
De Materia Medica, Pedanius Dioscorides, een vroege farmacopee, 15e eeuw

De beginselen van de farmacie zijn al bekend van Mesopotamische kleitabletten en Egyptische papyrusrollen (zoals Papyrus Ebers). De farmacie ontwikkelde zich verder in de islamitische wereld, evenals in India (Ayurveda) en China. Gedurende de middeleeuwen vertraagde de ontwikkeling van de farmacie in Europa. Redenen hiervoor waren onder meer het verlies van Griekse geneeskundige teksten en een strikte naleving van kerkelijke traditie. Sommige delen van Zuid-Italië bleven onder Byzantijns gezag en hier ontwikkelden zich ziekenhuizen en medische scholen, die in de 11e eeuw bekendheid verwierven.
De farmacie als zelfstandig wetenschapsgebied is een negentiende-eeuws gegeven. Na de tweede wereldoorlog ontstond de farmaceutische industrie, die zich met behulp van inzichten uit de organische chemie richtte op de ontdekking en ontwikkeling van nieuwe of effectievere geneesmiddelen. Hierdoor veranderde de rol van de farmaceut, van een zelfstandig bereider naar een adviseur, leveraar en kwaliteitscontroleur van op grote schaal geproduceerde medicijnen.

## Omschrijving
De farmacie is een praktisch gerichte vakdiscipline binnen de gezondheidswetenschappen die zich beweegt op de grenzen van geneeskunde, biologie en scheikunde. Inzichten uit deze drie wetenschappen worden gebruikt om te begrijpen te verklaren hoe geneesmiddelen werken, hoe ze het verloop van ziektes beïnvloeden, hoe ze geproduceerd en gestandaardiseerd worden, en hoe ze op veilige en effectieve wijze kunnen worden gebruikt. 

### Productzorg

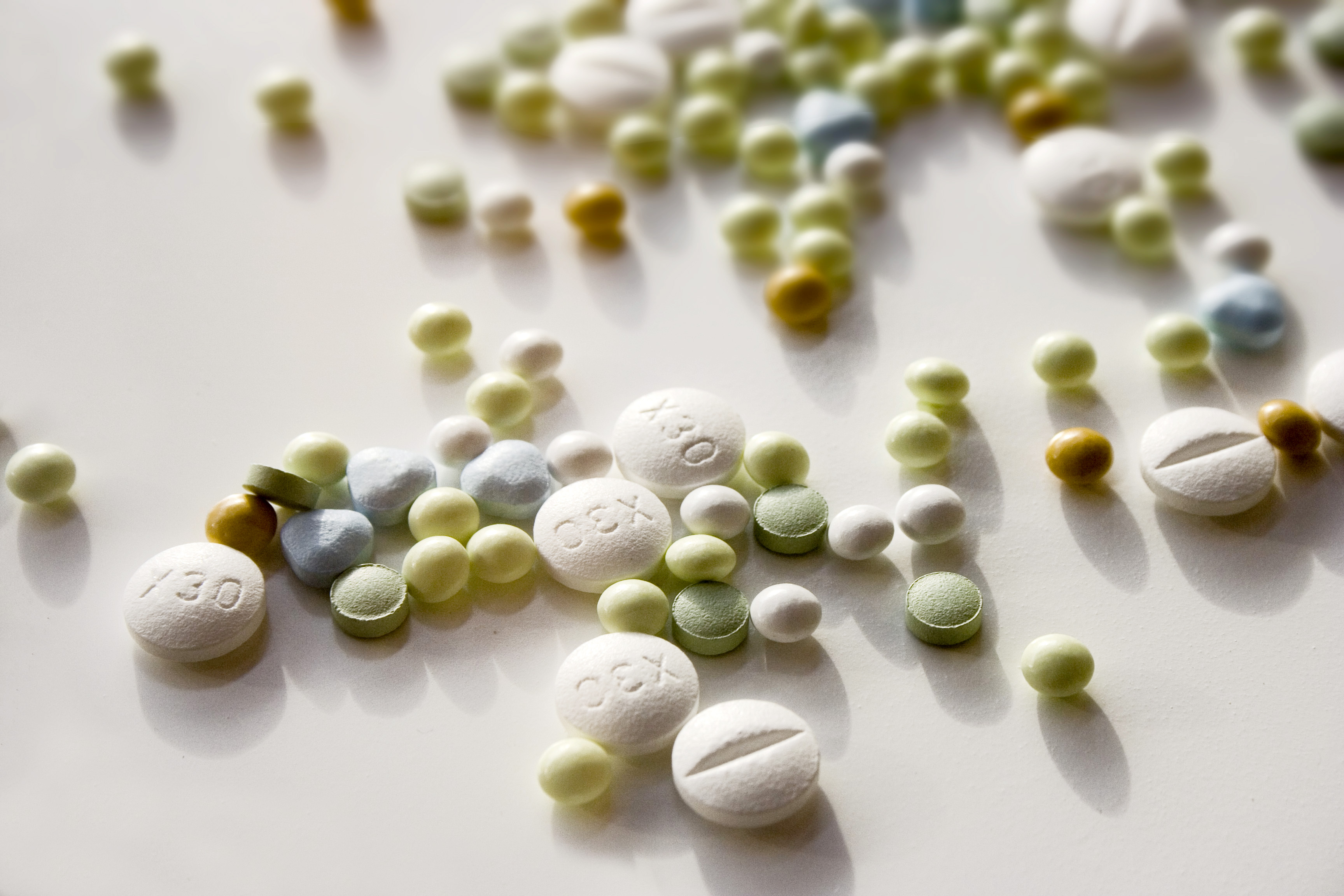
Geneesmiddelen worden gebruikt om ziekten te behandelen en te genezen

Farmaceutische zorgverleners zijn verantwoordelijk voor de kwaliteit van alle producten die zij inkopen, beheren, bereiden en afleveren. Een medicijn of hulpmiddel dat in een apotheek wordt ingekocht of bereid, noemt men een farmaceutisch preparaat. Apothekers letten zowel op de bereiding van preparaten op kleine schaal (voor individuele patiënten) als de beoordeling van de kwaliteitsaspecten van op grote schaal geproduceerde preparaten. Geneesmiddelen kunnen worden geleverd in verschillende doseringsvormen, bijvoorbeeld tabletten, capsules of steriele oplossingen voor injectie.

## Wetgeving
De werkzaamheden van farmaceuten verlopen binnen strikte wettelijke kaders en landelijk geldende richtlijnen. De wettelijke vereisten voor de bereiding van geneesmiddelen zijn in Nederland vastgelegd in de Geneesmiddelenwet, de Regeling Geneesmiddelenwet en het Besluit Geneesmiddelenwet. De geneesmiddelenwetgeving kan per land verschillen. De Internationale Conferentie voor Harmonisering (ICH) werkt aan standaardisering van geneesmiddelenwetgeving.  